# Alrun
Alrun ist ein weiblicher Vorname.

## Varianten
Alraune, Alrune, Alruna, Adelrun, Alrun, Adelrune, Aelrun, Elfrun

## Herkunft und Bedeutung des Namens
Der Name kommt von dem althochdeutschen adal: „edel, edle Gesinnung“ und  rûna: „Geheimnis, Zauber“ und heißt ursprünglich „die alle Runen kennt“ oder die Allweise.
Die germanischen Seherinnen wurden auch als Alrunen bezeichnet.

## Namenstag
Der Namenstag von Alrun wird am 27. Januar gefeiert. Namenspatronin ist die selige Reklusin Alruna von Cham, die Schutzpatronin der Schwangeren und der Fieberkranken.

## Bekannte Namensträger
- Alruna von Cham (um 990–1045), Patronin der Schwangeren und der Fieberkranken
- Aelrun Goette (* 6. Juli 1966 in Ost-Berlin) deutsche Regisseurin von Dokumentar- und Spielfilmen.

### Pseudonym
- Alrun von Berneck, eigentlich: Wilhelm Muhrmann (1906–1986), deutscher Unterhaltungsromanautor

Siehe auch:
- Alraunen
- Alraune (Kulturgeschichte)